# Il Giornale
Il Giornale (El Periódico) es un periódico publicado en Milán, Italia, con una tirada de 305 577 ejemplares diarios en diciembre de 2007. Caracterizado desde su nacimiento por una fuerte oposición a los partidos de izquierda, fue fundado en 1974 por Indro Montanelli bajo el nombre il Giornale nuovo, que no apoyó la nueva línea progresista adoptada por el Corriere della Sera. En 1977 Montanelli, en dificultades económicas, aceptó una oferta de financiación de Silvio Berlusconi que, por lo tanto, se convirtió en el editor del periódico. En 1983 cambió su nombre a Il Giornale. En 1992, Berlusconi vendió Il Giornale a su hermano Paolo. Indro Montanelli siguió dirigiendo el periódico hasta que Berlusconi entró en la política (enero de 1994): el nuevo director fue el periodista Vittorio Feltri.

## Directores
- Indro Montanelli (25 de junio de 1974 - 11 de enero de 1994)
- Vittorio Feltri (12 de enero de 1994 - 7 de diciembre de 1997)
- Mario Cervi (8 de diciembre de 1997 - 25 de marzo de 2001)
- Maurizio Belpietro (26 de marzo de 2001 - 7 de octubre de 2007)
- Mario Giordano (8 de octubre de 2007 - 23 de agosto de 2009)
- Vittorio Feltri (24 de agosto de 2009 - 23 de septiembre de 2010)
- Alessandro Sallusti (24 de septiembre de 2010 - 26 de septiembre de 2012)
  - vacante (27 de septiembre - 2 de octubre de 2012)
- Alessandro Sallusti (2.ª vez) (3 de octubre de 2012 - 16 de mayo de 2021)
- Livio Caputo (interino, 17 de mayo - 14 de junio de 2021)
- Augusto Minzolini (15 de junio de 2021 - 6 de septiembre de 2023)
- Alessandro Sallusti (3.ª vez) (7 de septiembre de 2023 - actualidad)
- Vittorio Feltri, director editorial (7 de septiembre de 2023 - actualidad)

## Las secciones
Las secciones publicadas semanalmente en Il Giornale son las siguientes:
- Lunes: La lente sulla casa (por Corrado Sforza Fogliani), Radiogiornale (por Paolo Giordano), Il Gervaso di Pandora-Aforismi in Libertà (por Roberto Gervaso) e Il Punto Serie A (por Tony Damascelli);
- Martes: I lapilli di Pompeo (por Pompeo Locatelli) y Box Office (por Cinzia Romani);
- Miércoles: Teledico (por Laura Rio) y Una macchina chiamata corpo (por Corrado Bait, solo en los especiales de Salud);
- Jueves: La mostra della Settimana (por Carlo Franza), Strisce pedonali (por Massimo Ghenzer), FuoriSerie (por Matteo Sacchi) y Malati e Malattie (por Gloria Saccani Jotti);
- Viernes: Retrobottega (por Andrea Cuomo), Mercati che fare (por Leopoldo Gasbarro), Teledico;
- Sábado: Zuppa di Porro (por Nicola Porro), Qui e Ora (por Karen Rubin), Rosso Malpelo (por Paolo Guzzanti), Lo Spillo (sin firma), La vite è una cosa meravigliosa (por Andrea Cuomo, en el suplemento), #lavitaèsoltantounaquestionedistile (por Marchesa d'Aragona, en el suplemento), Un posto a teatro (por Stefania Vitulli);
- Domingo: L'articolo della domenica (por Francesco Alberoni), Il consiglio utile (por Oscar Grazioli), Biblioteca Liberale (por Nicola Porro), Tagli di Piombo (por Massimo Piombo), Il quadro di Sgarbi (por Vittorio Sgarbi), La bacchettata (por Giovanni Gavezzeni), L'arte della Tv (por Luca Beatrice).